# BlackRock
BlackRock (укр. Чорна Скеля) — міжнародна інвестиційна компанія зі штаб-квартирою в Нью-Йорку в США, одна з найбільших інвестиційних компаній світу і найбільша в світі за розміром активів в управлінні.
Капіталізація на початку 2019 складала $75 млрд.
Розмір активів під управлінням — $10 трлн на 16 січня 2022 року.

## Історія
Компанія була заснована в 1988 році і спочатку входила до складу Blackstone Group. Її засновниками стали вісім осіб на чолі з Лоренсом Фінком.
У 1992 році компанія отримала назву BlackRock. Вже до кінця цього року розмір активів під управлінням склав $ 17 млрд, а до кінця 1994 року — $ 53 млрд.
У 1995 році в результаті розбіжностей з керівництвом Blackstone компанія була продана іншій фінансовій групі, PNC Financial Services за $ 240 млн.
У 1998 році BlackRock була зареєстрована як корпорація, яка в 1999 році стала публічною (14 % було розміщено на біржі, 16 % отримали Фінк і його партнери, 70 % залишилося у PNC). До кінця 1999 року розмір активів під управлінням досяг $ 165 млрд, а наприкінці 2004 року склав $ 342 млрд.
У січні 2005 року у страхового холдингу MetLife за $ 375 млн було куплено підрозділ з управління активами SSRM Holdings, Inc. У вересні 2006 року BlackRock об'єдналася з Merrill Lynch Investment Managers, компанія Merrill Lynch отримала 49,5 % акцій BlackRock з частки PNC. У грудні 2009 року BlackRock придбала компанію Barclays Global Investors за $ 13,5 млрд.
У I кварталі 2016 року BlackRock стала найбільшим інвестором SPDR Gold Trust.
Компанія є одним із найбільших іноземних інвесторів України.
19 вересня 2022 року Президент України Володимир Зеленський говорив з головою BlackRock Ларрі Фінком про можливість залучення державних та приватних інвестицій до України. Після розмови глава держави повідомив, що Україна зацікавлена у залученні світового капіталу. А у листопаді того ж року офіційно оформлено співпрацю BlackRock з українським урядом. У Вашингтоні було підписано Меморандум про взаєморозуміння від BlackRock Financial Markets Advisory (FMA) та Міністерства економіки України[джерело?].
14 липня 2023 року, згідно повідомлення Bloomberg, SEC схвалила заявку BlackRock Inc. на створення Spot Bitcoin ETF. Це стало хоч і не вирішальним, але досить важливим кроком у процесі розгляду заявки.

## Діяльність
BlackRock є найбільшою інвестиційною компанією у світі за розміром активів під управлінням. З 8,59 трлн доларів станом на кінець 2022 року 4,44 трлн припало на акції, 2,54 трлн - на облігації, 685 млрд - на змішані інвестиції, 266 млрд - на альтернативні інвестиції (приватні капіталовкладення, нерухомість, сировина, хедж-фонд), 671 млрд - готівка. На активи інституційних інвесторів припало 4,83 трлн доларів, на фонди, що торгуються на біржі - 2,91 трлн, на роздрібних клієнтів - 0,85 трлн. Роздрібні клієнти обслуговуються через посередників - брокерів, відділення банків і страхових компаній, незалежних фінансових консультантів, понад дві третини таких клієнтів перебуває в Америці.
Компанія пропонує своїм клієнтам індексні фонди та фонди з активним управлінням інвестиціями. Індексні фонди вкладають кошти в цінні папери, що входять до біржові індекси; фонди з активним управлінням прагнуть досягти більшої прибутковості, ніж ріст біржового індексу, однак така стратегія може виявитися ризикованішою і за неї компанія бере більшу плату; на активне управління припало 2,3 трлн доларів активів під управлінням. Значну роль у діяльності компанії відіграє прорахунок інвестиційних ризиків за допомогою комп'ютерної мережі Aladdin (абревіатура від  Asset Liability and Debt and Derivatives Investment Network ); аналітичні послуги стороннім клієнтам (банкам, страховим компаніям тощо) принесли 2022 році прибутковий прибуток у вигляді аналітичних послуг стороннім клієнтам (банкам, страховим компаніям та ін.). ) у 2022 році принесли 1,4 млрд доларів виручки; головний дата-центр компанії перебуває в Амхерсті (Amherst, штат Нью-Йорк)
Регіони діяльності:
- Америка - офіси в 36 штатах США, у Канаді, Мексиці, Бразилії, Чилі, Колумбії, Домініканській Республіці, 67% активів під управлінням, 65% виручки;
- Європа, Близький Схід і Африка - офіси у Великобританії, Нідерландах, Люксембурзі та Ірландії, 25% активів під управлінням і 29% виручки;
- Азіатсько-Тихоокеанський регіон - офіси в Японії, Австралії, Гонконзі, Сінгапурі, Тайвані, Південній Кореї, Китаї та Індії, 8% активів під управлінням і 6% виручки.

Ринкова вартість акцій у володінні всіх дочірніх компаній BlackRock з числа тих, що котируються на біржі NASDAQ і NYSE на кінець 2022 року становила 3,37 трлн доларів. Це пакети акцій 5567 компаній, найбільшими за вартістю з яких були Apple ($155 млрд), Microsoft ($136 млрд), Alphabet ($73 млрд), Amazon ($56 млрд), Nvidia ($43 млрд), UnitedHealth Group ($36 млрд), Tesla ($35 млрд), ExxonMobil ($33 млрд), Berkshire Hathaway ($33 млрд), Johnson & Johnson ($31 млрд), Meta Platforms ($28 млрд), JPMorganChase ($28 млрд), Visa ($28 млрд), Mastercard ($23 млрд), Merck & Co ($23 млрд), Home Depot ($23 млрд), Procter & Gamble ($23 млрд), Chevron ($22 млрд), AbbVie ($22 млрд), Eli Lilly and Company ($21 млрд), Broadcom ($19 млрд), PepsiCo ($19 млрд), The Coca-Cola Company ($18 млрд), Pfizer ($18 млрд), Thermo Fisher Scientific ($17 млрд), Cisco ($17 млрд), Bank of America ($16 млрд).
BlackRock надає довірче управління, фідуціарні і трастові послуги інституціональним клієнтам через дочірні компанії, серед яких BlackRock Institutional Trust Company, N.A. з активами під управлінням $2,84 трлн

## Фінансові показники
|                              | 2001...  | 2006...  | 2011  | 2012  | 2013   | 2014   | 2015   | 2016   | 2017   | 2018  | 2019  | 2020  | 2021   | 2022  |
| ---------------------------- | -------- | -------- | ----- | ----- | ------ | ------ | ------ | ------ | ------ | ----- | ----- | ----- | ------ | ----- |
| Оборот                       | 0,533... | 2,098... | 9,081 | 9,337 | 10,180 | 11,081 | 11,401 | 11,155 | 12,491 | 14,20 | 14,54 | 16,21 | 19,37  | 17,87 |
| Чистий прибуток              | 0,107... | 0,323... | 2,337 | 2,458 | 2,932  | 3,294  | 3,345  | 3,172  | 4,970  | 4,305 | 4,476 | 4,932 | 5,901  | 5,178 |
| Активи                       |          | 20,47... | 179,9 | 200,4 | 219,9  | 239,8  | 225,3  | 220,2  | 220,2  | 159,6 | 168,6 | 177,0 | 152,6  | 117,6 |
| Власний капітал              |          | 10,78... | 25,05 | 25,40 | 26,46  | 27,37  | 28,50  | 29,20  | 31,83  | 32,37 | 33,55 | 35,28 | 37,69  | 37,74 |
| Активи під управлінням, млрд | 238,6... | 1125...  | 3513  | 3792  | 4324   | 4652   | 4645   | 5148   | 6288   | 5976  | 7430  | 8677  | 10 010 | 8594  |

## Акціонери
Акції BlackRock котируються на Нью-Йоркській фондовій біржі. Інституційним інвесторам станом на початок 2023 року належало 80 % акцій, з них 7 % власним фондам, іншими великими акціонерами були: The Vanguard Group (9,1 %), State Street Global Advisors (4,2 %), Bank of America (3,5 %), Temasek Holdings (3,4 %), Capital Group Companies (3,3 %), Charles Schwab Corporation (2,2 %), Morgan Stanley (2,1 %), JPMorgan Chase (2,0 %), Wells Fargo (1,8 %), Geode Capital Management (1,7 %), FMR Co. , Inc. (1,6 %), Wellington Management Group (1,3 %), Northern Trust (1,3 %).

## Вплив компанії
"Велика трійка" інвестиційних компаній США (BlackRock, Vanguard і State Street) станом на 2017 рік очолювала списки акціонерів у 88 % компаній, що входять до індексу S&P 500; окрім цього, BlackRock входить до числа акціонерів найбільших корпорацій Європи та Азії. Хоча вони вважаються пасивними інвесторами (тобто тільки вкладають кошти клієнтів в акції), проте вони мають право голосу на загальних зборах акціонерів, зокрема беруть участь у призначенні вищого керівництва компаній, для чого у них є команди фахівців. BlackRock є власником блокувального пакета акцій (понад 5 %) у половині з 3900 публічних компаній США. У зв'язку з цим компанію звинувачували у великому внеску в глобальну зміну клімату - станом на 2018 рік вона була найбільшим власником акцій нафтогазових і вугледобувних компаній. Критика на адресу компанії також пов'язана з тим фактом, що BlackRock є одним із найбільших акціонерів компаній-конкурентів (наприклад, "великої четвірки" банків США).

## Див також
Аладін